# Burgstall Wolfsbach (Katsdorf)
Der Burgstall Wolfsbach umfasst die Geländemerkmale einer abgegangenen Höhenburg im Ortsteil Neubodendorf in der Gemeinde Katsdorf im Bezirk Perg in Oberösterreich.

## Lage
Der Burgberg Wolfsbach befindet sich 100 Meter östlich des Gehöftes Neuwirth mit der Adresse Neubodendorf Nr. 70 und ist Privatgrund. Ein westlicher Teil des Burgbergs wurde zum Zweck der Steingewinnung abgesprengt. Ein wegloser Zugang auf den Burgberg von Osten ist möglich. Der Burgstall ist deutlich erkennbar unter lichtem Mischwald, Seehöhe ~300 Meter. Deutliche Geländespuren einer umlaufenden Burgmauer. Der Wolfsbach (amtlicher Gewässername Gusen) fließt 8 Meter tiefer um dem Burgstall und weiter durch die Talebene der Großen Gusen zu.
Benachbarte jüngere Ansitze sind Schloss Bodendorf und Schloss Breitenbruck.

## Geschichte
Die Burg ist nach dem unterhalb vorbeifließenden Wolfsbach benannt.
Ausgrabungen von Franz Gindlstrasser, Alfred Höllhuber und Leopold Josef Mayböck deuten darauf hin, dass der Burghügel bereits seit der Steinzeit besiedelt war.
Die Burg soll Sitz der Hochfreien von Chazilinisdorf (Katsdorf) gewesen sein, über dieses Geschlecht ist aber nur Weniges bekannt.
So wird im Traditionskodex des Klosters Suben um 1035 ein Chazili bzw. ein advocatus Chazilinus genannt.
Ebenso wird im Traditionskodex des Klosters St. Nikola von Passau öfters der Name Chazilie bzw. Chazile erwähnt.
Dieses Geschlecht ließ die erste Kirche in Katsdorf errichten, die im Jahr 1116 durch den Passauer Bischof Udalrich I. geweiht wurde.
1125 wurde durch den Passauer Bischof Reginmar eine Schenkung des heriman de chazilinistdorf an das Kloster St. Florian bestätigt.
Die Namen der Herren von Chazilinisdorf scheinen noch mehrmals als Zeugen in verschiedenen Urkunden auf; 1159 ist ein herman de chazelinistorf Zeuge eines Tauschvertrages sowohl des Klosters Wilhering wie auch des Klosters St. Peter, um 1170 bezeugt ein marquardurs de Kazilinisdorf eine Schenkung an das Kloster Aldersbach.
Die mittelalterlichen Funde vom Burgplatz stammen aus dem späten 11. bis zum 12. Jahrhundert.
Wann die Burg abgekommen ist, bleibt ungewiss.
Auch die Herren von Chazilinisdorf (Katsdorf) werden nach 1170 nicht mehr genannt.

## Burgstall Wolfsbach heute
1984 fanden mit Unterstützung des Besitzers des Neuwirthgutes, Josef Gusenbauer, Grabungen am Burgberg statt. Dabei kamen Teile einer romanischen Burgmauer aus kleinen Steinquadern zum Vorschein. Die Außenseite des Burggrabens bestand aus einem Wall aus lehmigem Sand. Nach den vorhandenen Mauerresten muss die Burg 40 mal 20 Meter groß gewesen sein. Ein Teil der Burg ist durch einen Steinbruch im Westen abgekommen. Das obere Burgplateau wurde durch den Steinbruch im Westen angeschnitten. Der heutige Bestand misst etwa 25 mal 17 Meter. Der Palas wird in der Südwestecke oberhalb eines felsigen Steilabhangs vermutet. Auf der Nordostecke stand vermutlich ein quadratischer Bergfried. Innerhalb der Wehrmauern befanden sich noch weitere Gebäude (z. B. ein Pferdestall). Die Mauerreste lassen noch heute eine Burgmauer und einen dazugehörigen Graben erkennen, Durchmesser etwa 45 m. Auch auf dem oberhalb gelegenen Burgplatz sind noch Mauerreste erkennbar, und Merkmale einer runden Mauer mit etwa 12 m Durchmesser (Turm?). 
Der Bauernhof Burgberg bzw. heute Gehöft Neuwirth mit der Adresse Neubodendorf Nr. 70 ist in den oberösterreichischen Stiftsurbaren seit dem 15. Jahrhundert bezeugt, wobei Abgaben der Güter von Wolfsbach bereits in den Babenberger Urbaren von 1220 bis 1240 genannt sind. Das Gehöft Neuwirth dürfte der zur Burg gehörende Meierhof gewesen sein.

## Bildergalerie

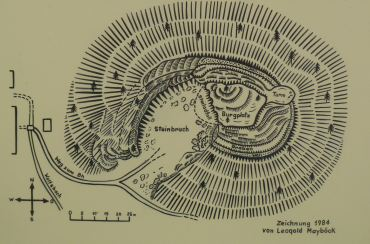
Burgstall Wolfsbach
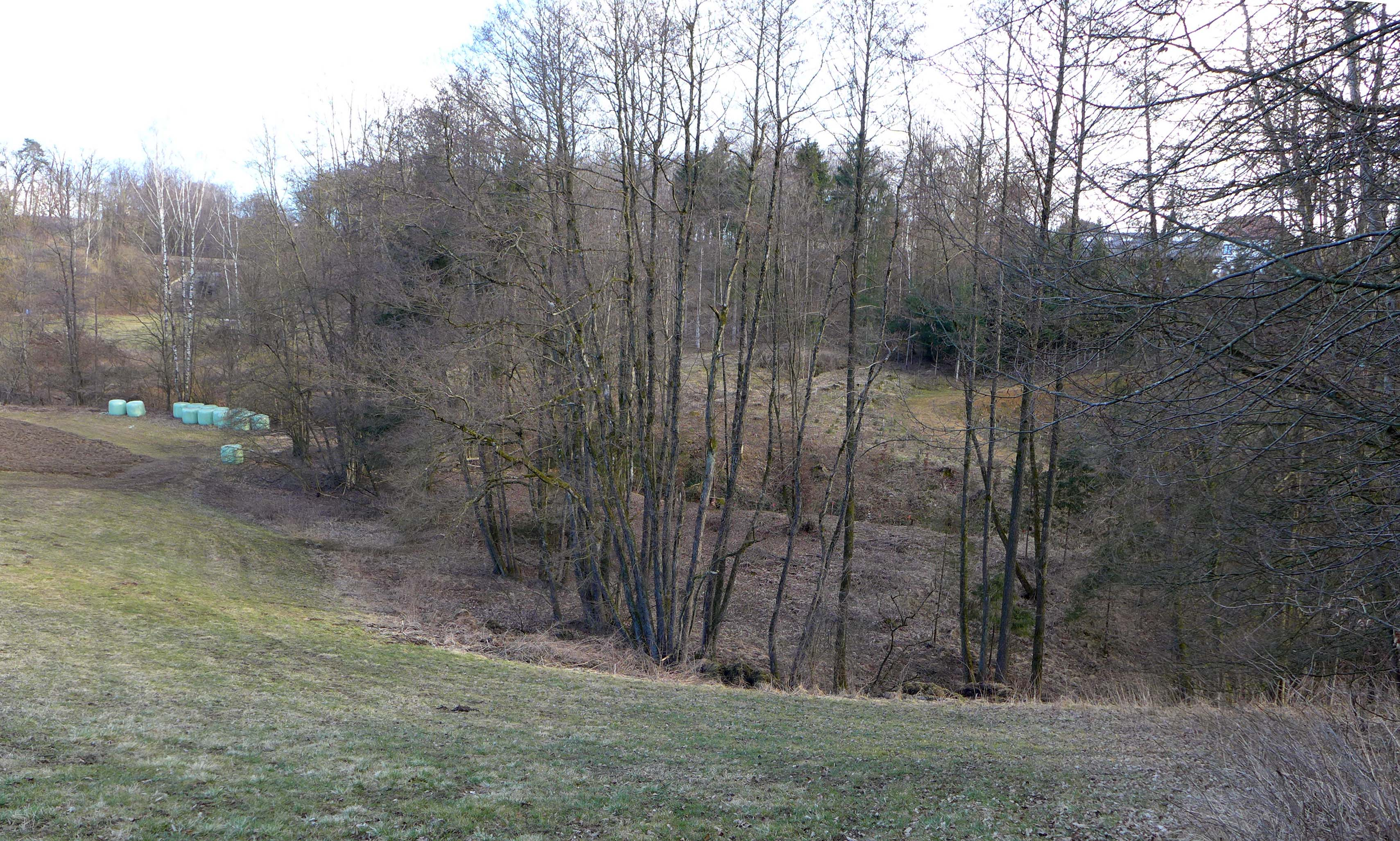
Wolfsbach (Gusen) beim Burgstall
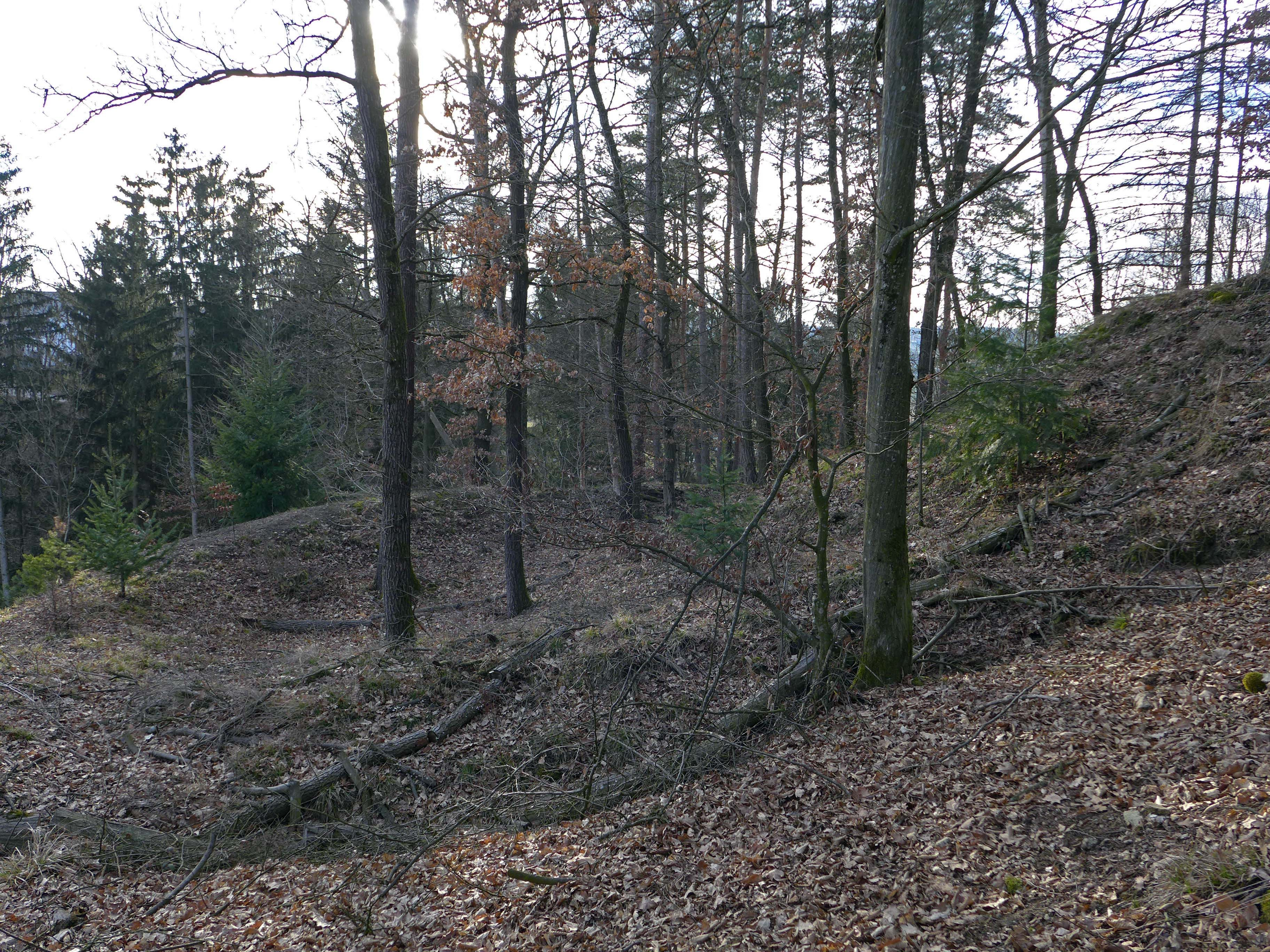
Umfassung (Burgmauer) im Süden
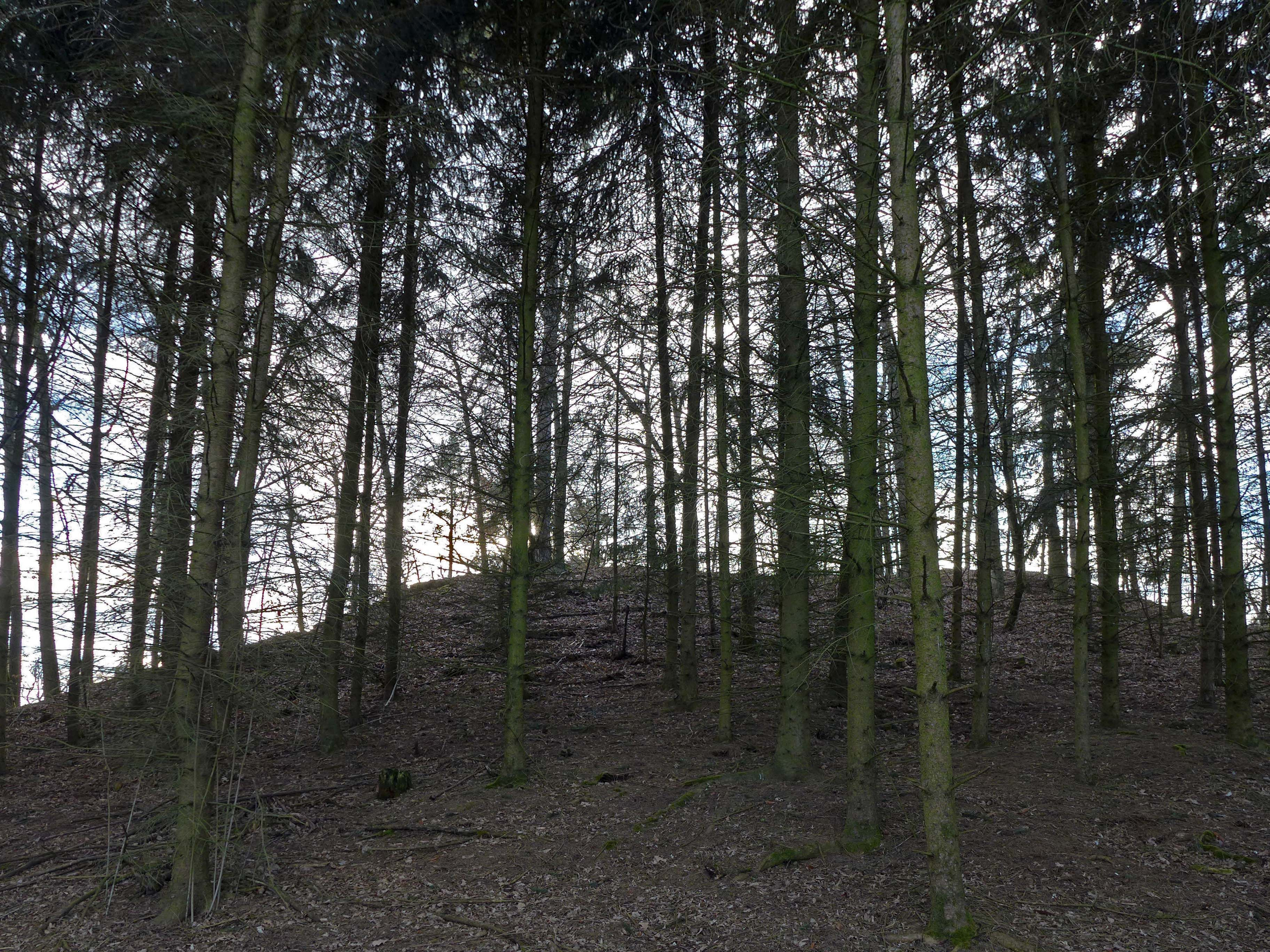
Burgstall von Osten (Zugang)
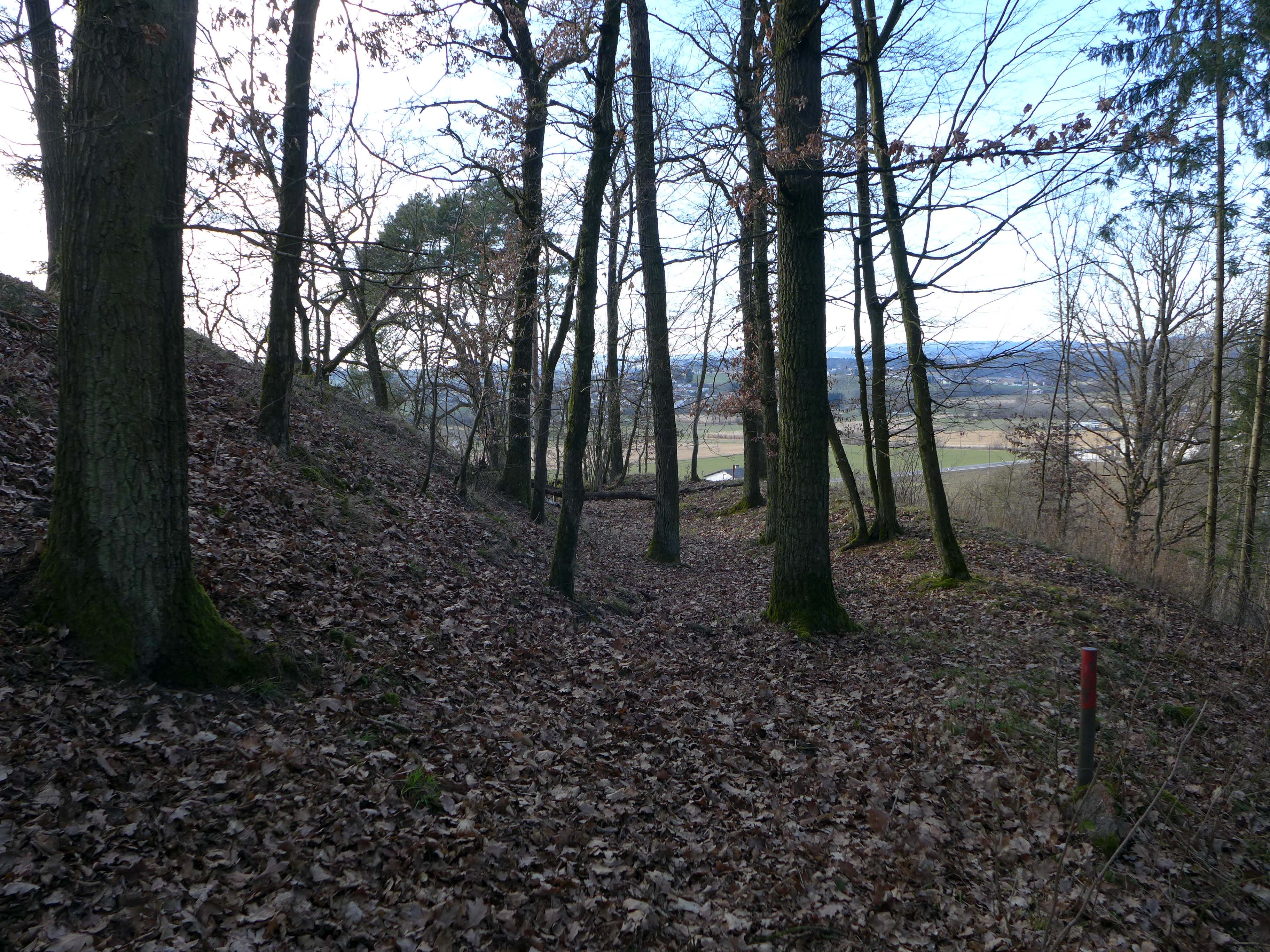
Umfassung (Burgmauer) im Norden
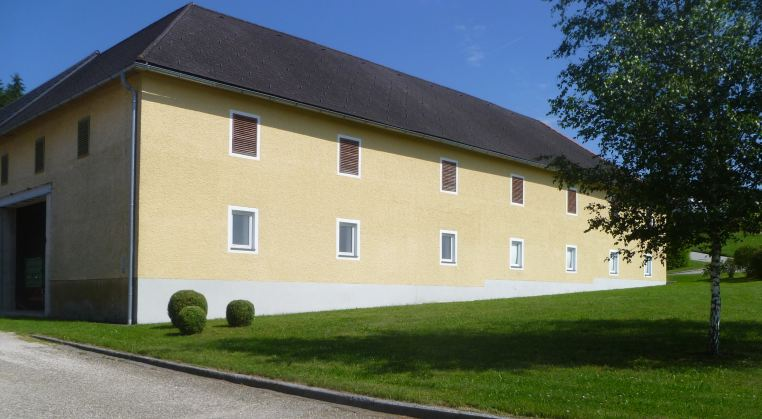
Gehöft Neuwirth